# Scooby-Doo a král skřítků
Scooby-Doo a král skřítků (v anglickém originále Scooby-Doo! and the Goblin King) je americká animovaná hororová komedie z roku 2008 a dvanáctý ze série filmů Scooby-Doo, které produkovala společnost Warner Bros Animation, na konci filmu bylo použito logo Hanna-Barbera. Byl věnován Paulette Oatesové, která koncem 80. let pomohla vzkřísit společnost Warner Bros Animation. Na DVD byl film vydán 23. září 2008. Snímek vznikl zcela bez účasti některého z původních producentů.

## Děj
Kouzelník Krudsky ukradl magické světlo. Pokud se toto světlo nevrátí zpátky, všechny bytosti se promění v příšery. Celou cestou skupině vyšetřovatelů pomáhají kouzelné postavy. Nakonec se jim světlo vrátit podaří.

## Obsazení
- Frank Welker jako Fred, posmrtný průvodce expresu a Scooby-Doo
- Casey Kasem jako Shaggy
- Mindy Cohn jako Velma
- Grey DeLisle jako Daphne, kočičí čarodějnice a včela
- Hayden Panettiere jako kouzelná princezna Willow
- Wayne Knight jako kouzelník Krudsky
- Wallace Shawn jako pan Gibbles
- Jay Leno jako Jack-O'-Lantern
- Tim Curry jako král skřítků, vlkodlak
- Jim Belushi jako Glob
- Larry Joe Campbell jako Glum
- Lauren Bacall jako hlavní čarodějnice
- Thom Adcox jako svíčka
- Russi Taylor jako soví čarodějnice a Tiddlywink

## Soundtrack
- "Who's at the Door?" – zpívá Wallace Shawn
- "Bump in the Night" – zpívají Halloweenské příšery
- "Goblin Oogie Boogie" – zpívá Jim Belushi